# Passalora dulcamarae
Passalora dulcamarae är en svampart som först beskrevs av Peck, och fick sitt nu gällande namn av U. Braun & Crous 2003. Passalora dulcamarae ingår i släktet Passalora och familjen Mycosphaerellaceae.   Inga underarter finns listade i Catalogue of Life.